# Байрон Сингх Шекхават
Байрон Сингх Шекхават (на английски: Bhairon Singh Shekhawat) е индийски политик от паритята Бхаратия Джаната, вицепрезидент от 2002 до 2007 година.

## Биография
Той е роден на 23 октомври 1923 година в Кхачариавас, Раджастан. Включва се в политическия живот през 50-те години в средите на опозицията срещу управлението на Индийския национален конгрес. Един от активните противници на въведеното от Индира Ганди извънредно положение, през 1977 година той оглавява правителството на Раджастан след победата на опозицията в щата и остава на този пост до 1980 година. Отново е главен министър на Раджастан през 1990 – 1998 година. През 2002 година е избран за вицепрезидент на Индия. През 2007 година е кандидат за президент от името на Националния демократичен алианс, но губи изборите от Пратибха Патил.
Байрон Сингх Шекхават умира на 15 май 2010 година в Джайпур.